# Chaetomitrium aneitense
Chaetomitrium aneitense là một loài Rêu trong họ Hookeriaceae. Loài này được Broth. & Watts mô tả khoa học đầu tiên năm 1915.